# Juan Manuel Gárate

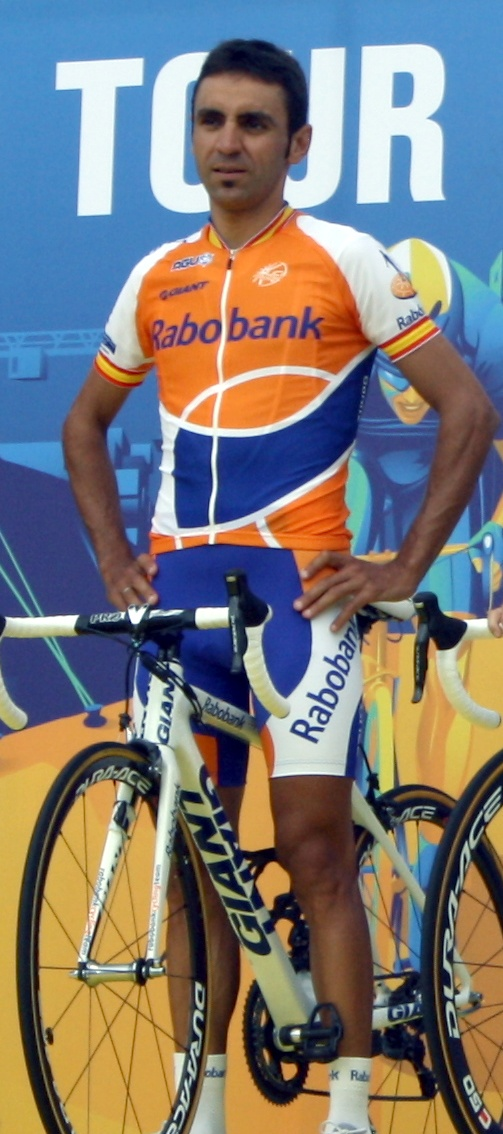
Juan Manuel Gárate bei der Tour-de-France-Teampräsentation 2010

Juan Manuel Gárate Cepa (* 24. April 1976 in Irun, Spanien) ist ein ehemaliger spanischer Radrennfahrer und späterer Sportlicher Leiter.

## Werdegang
Gárate wurde 2000 Profi beim italienischen Radsportteam Lampre. Er gewann bei der Vuelta a España 2001 eine Etappe und entwickelte sich in den Folgejahren zum Spezialisten für die Grand Tours. Viermal platzierte er sich beim Giro d’Italia unter den ersten Zehn. 2002 wurde er Vierter, 2004 Zehnter, 2005 Fünfter und 2006 Siebter. Im Jahr 2006 gewann er darüber hinaus eine Etappe, die ihm durch seinen Mitflüchtenden Jens Voigt überlassen wurde, da dieser keine Führungsarbeit übernahm, und die Bergwertung. Bei der Tour de France 2009 gewann er die Bergankunft am Mont Ventoux gegen den Mitausreißer Tony Martin.
Sein größter Erfolg bei einem Eintagesrennen gelang ihm 2005 mit dem Gewinn der spanischen Meisterschaft. Außerdem wurde ihm nachträglich der Sieg bei der Clásica San Sebastián nach der Disqualifikation von Leonardo Bertagnolli zuerkannt.
Vor der Saison 2014 unterschrieb Garate einen von seinem Team Belkin angebotenen Vertrag nicht, der für ihn eine Gehaltskürzung von 40 % bedeutet hätte. Anschließend klagte er sich erfolgreich auf Beschäftigung zu unveränderten Bedingungen, wurde von seiner Mannschaft jedoch nicht mehr eingesetzt. Nach Ablauf der Saison beendete er seine Karriere.
Zur Saison 2016 wurde er als Sportlicher Leiter des Cannondale Pro Cycling Teams verpflichtet.

## Erfolge
2001
- eine Etappe Vuelta a España

2002
- eine Etappe Giro del Trentino
- eine Etappe Tour de Suisse

2005

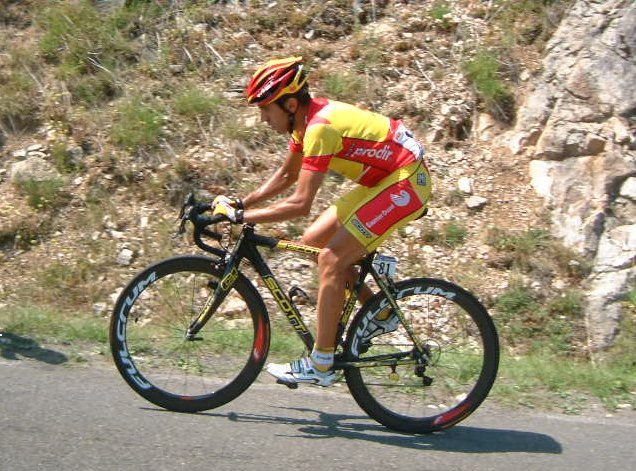
Juan Manuel Gárate im spanischen Meistertrikot (2005)

- Spanischer Meister – Straßenrennen

2006
- eine Etappe und Bergwertung Giro d’Italia

2007
- Clásica San Sebastián[4]

2009
- eine Etappe Tour de France

## Grand-Tour-Platzierungen
| Grand Tour            | 2001 | 2002 | 2003 | 2004 | 2005 | 2006 | 2007 | 2008 | 2009 | 2010 | 2011 | 2012 | 2013 | 2014 |
| --------------------- | ---- | ---- | ---- | ---- | ---- | ---- | ---- | ---- | ---- | ---- | ---- | ---- | ---- | ---- |
| Giro d’ItaliaGiro     | 20   | 4    | –    | 10   | 5    | 7    | –    | –    | –    | –    | –    | 59   | 31   | –    |
| Tour de FranceTour    | –    | –    | –    | –    | 66   | 72   | 21   | –    | 62   | 25   | DNF  | –    | –    | –    |
| Vuelta a EspañaVuelta | DNF  | –    | 69   | 23   | –    | –    | 30   | 15   | 38   | 46   | 66   | 42   | 71   | –    |

## Teams
- 2000–2004 Lampre
- 2005 Saunier Duval-Prodir
- 2006–2008 Quick Step
- 2009–2014 Rabobank / Belkin-Pro Cycling Team